# Love and Other Disasters
Love and Other Disasters – trzeci album studyjny zespołu Sonic Syndicate. W edycji rozszerzonej wraz z albumem dołączona została płyta DVD. Album osiągnął sukces komercyjny za sprawą aż 4 singli promujących go.

## Lista utworów
1. "Encaged" - 4:26
2. "Hellgate: Worcester" - 3:41
3. "Jack of Diamonds" - 3:23
4. "My Escape" - 4:10
5. "Fallout" - 3:51
6. "Power Shift" - 3:32
7. "Contradiction" - 3:32
8. "Damage Control" - 3:49
9. "Red Eyed Friend" - 4:43
10. "Affliction" - 5:11

### Utwory bonusowe na limitowanej edycji albumu
11. "Ruin" - 3:42
12. "Dead Planet" - 4:21

### Utwory bonusowe na japońskim wydaniu albumu
11. "Ruin" - 3:42
12. Dead Planet" - 4:21
13. Mission: Undertaker" - 5:03

### Bonus DVD
- "Jack of Diamonds" (video)
- "My Escape" (video)
- "Denied" (video)
- "Enclave" (video)
- "Psychic Suicide" (live)
- "Blue Eyed Fiend" (live)

## Twórcy
- Roland Johansson – wokal, solo gitarowe w utworze Red Eyed Friend
- Richard Sjunnesson – wokal
- Roger Sjunnesson – gitara
- Robin Sjunnesson – gitara
- Karin Axelsson – gitara basowa
- John Bengtsson – perkusja

## Single
- Jack of Diamonds - wyd. 27 lipca 2008
- My Escape - wyd. 19 września 2008
- Power Shift - wyd. 2009
- Contradiction - wyd. 2009